# Predor
Predòr je pot skozi goro, pod površjem zemlje ali pod vodo. Je torej podzemni gradbeni objekt, ki omogoča potek prometnice v začrtani geometrijski obliki skozi terenske omejitve ali urbane sredine in nudi tudi zaščito okolja pred vplivi prometa. Težavnost gradnje je odvisna od vrste kamnine, podzemnih vodnih tokov, pa tudi od velikosti, dolžine in globine predora. 
Predori se gradijo za različne namene. So:
- cestni
- železniški
- vodni (za hidroelektrarne, za vodovod ali kanalizacijo)
- za druge oskrbovalne poti (energetski kabli, oskrbovanje postojank med vojno,...)
- za pešce (tihotapljenje ljudi)

## Zgodovina
Predore so poznali že v davni preteklosti. Najstarejši vodni predor naj bi bil zgrajen južno od mest Boyabat in Duragan v Turčiji imenovan Terelek Kaya tüneli in naj bi bil zgrajen 2000 (celo 5000) let pr. n. št. Qanat ali kareez of Persia je vodni sistem, ki so ga porabljali za oskrbo z vodo do naselij in za namakanje. Najstarejši in največji znani kanat je v iranskem mestu Gonabad, ki je po 2700 letih še vedno omogoča uporabo skoraj 40.000 ljudem. Njegova največja globina tudi do 360 m, dolžina pa 45 km. Poznan je primer predora za oskrbo z vodo otoka Samos iz leta 530 pr. n. št. Prav tako so pod judovskim kraljem Ezekijem zgradili 500 m dolg predor za oskrbo z vodo od izvira Gihon do zbiralnika v Jeruzalemu. 150 let pr. n. št. pa 700 m dolg predor za vodo do mesta Kumran ob Mrtvem morju. Tudi Rimljani so gradili predore. Znan je predor na cesti Via Flaminia čez prelaz Furla v Apeninih, ki ga je zgradil cesar Vespazijan leta 76-77. Cesta SS 3 Flaminia še danes poteka skozi ta predor. 
Gradnjo daljših predorov je omogočila šele iznajdba razstreliva. Moderna doba gradnje predorov se je začela z izgradnjo ceste in 60 m dolgega predora na prelazu Gotthard v Švici leta 1707. Prvi železniški predor je bil leta 1829 zgrajen v Liverpoolu (graditelj George Stephenson), inženir Isambard Kingdom Brunel pa je v letih 1825-1841 zgradil prvi podvodni predor Sapperton Canal Tunnel v Londonu pod reko Temzo.
V drugi polovici 19. stoletja je gradnja predorov zelo napredovala. Leta 1870 so pričeli z uporabo dinamita namesto smodnika in izumili so vrtalno napravo na stisnjen zrak. Pri gradnji predorov so največ dela v tem času opravili v Švici z gradnjo železniških predorov v Alpah:
- prvi je bil 13 km dolg predor skozi Mont Cenis na progi Lyon-Torino
- leta 1963 je bil zgrajen 12 km dolg predor pod Mont Blancom

Pri gradnji tega predora so že uporabljali sodoben način geodetskih meritev tako, da so lahko pričeli z vrtanjem hkrati na obeh portalih. Vrtali so z napravami na električni pogon pripravili dnevno kampado in odstrelili celoten prerez predora. Takoj za tem so že pripravili tudi beton za oblogo predora. Predor pod Mont Blancom je že imel tudi odstavne niše opremljene s telefonom in zrakom ter hidranti za primer zasilnega ustavljanja in iskanja pomoči. Predor je imel tudi razsvetljavo.
Nekdaj je bilo posebno zahtevno kopanje predorov skozi skalnate sklade. Pri tem so najprej s pnevmatskimi kladivi v čelno steno predora izvrtali nekaj vrtin. Vanje so vstavili eksploziv in razstrelili del kamnine. To so nato z lopatami ali mehanskimi nakladalniki odstranili iz predora. Trde in velike skale so razdrobili z razstreljevanjem. Prerez vrtine so nato oblikovali s pnevmatskimi kladivi. Da se med gradnjo s sten ne bi krušile skale in odpadala zemlja, so postavljali lesene ali jeklene opornike. Pogosto so morali predor oblagati s stropnimi in stenskimi oblogami. V krhkih ali mehkih podlagah so pred odstranjevanjem odkrušene snovi nameščali deske deske, ki so zaščitile delavce in preprečile, da bi se s sten predora odkrušilo preveč materiala. V pesku ali peščencu kopanje ni tako zahtevno, mmogo bolj zahtevno pa je podpiranje in predpodpiranje.

## Vrste predorov
Glede na število cevi ločimo:
- enocevne predore,
- dvocevne predore in
- več cevne predore.

Glede na število voznih pasov v eni predorski cevi ločimo:
- predor z enim voznim pasom,
- predor z več voznimi pasovi.

Glede na smer vožnje v predorski cevi ločimo:
- enosmerne in
- dvosmerne predore.

Predori se zaradi pomembnih razlik pri učinku dolžine predorov na psihofizično stanje in odzive voznikov, zaradi razlik pri uporabi geometrijskih in tehničnih elementov pri ureditvi ceste skozi predor in zaradi pomembnih razlik pri gradnji predora, delijo na:
- kratke predore (dolžina do 200 m)
- srednje dolge predore (dolžina do 200 do 1000 m)
- dolge predore (daljši od 1000 m)

Pri čemer dolžina predora pomeni dolžino popolnoma pokritega dela voznega pasu.
Posebne vrste predorov predstavljajo galerije. To so gradbene konstrukcije praviloma pravokotne ali ločne oblike, ki so zgrajena po sistemu odprte gradnje na odsekih, kjer je prometnica ogrožena s plazovi (snežnimi, zemeljskimi). Lahko je zasuta, delno zasuta ali nezasuta. Na zunanji strani so običajno narejene svetlobne odprtine.
Tudi pokriti vkop je posebna predorska konstrukcija. To je objekt pravokotne ali ločne oblike v trasi ceste, zgrajen v odprtem izkopu in naknadno zasut.
Znani so tudi večnamenski predori, ki so pogosto dvonadstropni. Naslednji znani primeri so:
- SMART predor v Maleziji je prvi večnamenski predor na svetu, saj se uporablja tako za nadzor prometa kot poplav v Kuala Lumpurju.
- dvonadstropni predor je Fuxing cestni predor v Šanghaju na Kitajskem. Avtomobili uporabljajo dvopasovnico v zgornjem nivoju, tovorna vozila na enem pasu na spodnjem nivoju.
- Rock Lion predor, zgrajen sredi leta 1960 v Hong Kongu nosi avtocesto in vodovod.

## Sodobna gradnja predorov
Gradnja predorov zahteva interdisciplinaren pristop. Dela se izvajajo v geološkem okolju za katerega nikoli povsem natančno ne vemo kakšno bo. Tudi sicer se gradbena dela pod površino izvajajo drugače kot na površini. Za gradnjo predorov so se zato razvile številne tehnologije. Ne glede na tehnologijo pa mora izbrana zagotoviti: cenovno ugodno izgradnjo, ekploatacijo (uporabo) in tudi vzdrževanje predora. Zelo pomembno je, da se že v fazi planiranja izvedejo primerne geološko-geotehnične raziskave in pripravi podroben opis geoloških pogojev izgradnje, saj ti vplivajo na tako na obliko prečnega prereza predora kot na tehnologijo izgradnje in ne nazadnje na izbor trase v prostoru nasploh. Pred očmi je potrebno imeti, da mora biti predor varen v smislu mehanske in geotehnične odpornosti in stabilnosti pa tudi varen v času obratovanja (protipožarna varnost, protihrupna zaščita,...), trajen in uporaben v celotni dobi trajanja.
Današnje tehnike omogočajo vrtanje predorov v vse vrste kamnin. Izboljšali so se rezalni in vrtalni stroji, naprave za odvažanje odkopanega materiala in razstrelivo. Za dolge predore se uporablja orjaški vrtalni stroj imenovan TBM - Tunnel Boring Machine, ki potuje po tirih in s stene pred sabo lušči kamnino, ki jo po tekočem traku odvaža ven iz predora. Kakor se stroj premika naprej, tako za seboj izdeluje betonsko oblogo, ki utrdi stene ter prepreči krušenje kamnine in vdor vode.
Predore z majhnim prerezom navadno zgradijo v celotnem prečnem prerezu naenkrat, predore z večjim prerezom pa izdelajo največkrat v dveh fazah. Ali najprej izkopljejo pilotsko vrtino, ki jo nato postopno širijo in povečujejo do končne velikosti predora ali izkopljejo vnaprej zgornji del prereza in za njim še spodnji del.

### Gradbeni elementi predora
Gradbena konstrukcija predora sestoji iz:
- Izkopa
- Podpornih elementov
- Obloge predora
- Portalov oziroma portalnih zgradb
- Prečnih cevi (pri več cevnih predorih)
- Objektov in površin za vzdrževanje in upravljanje predora
- Drugih objektov specifičnih za posamezen predor (vodni rezervoar, izhod na prosto, jaški,...)
- in po potrebi naprave za odvodnjavanje hribinske vode.

Potem je tukaj še prometnica, ki ima svoj: spodnji ustroj, zgornji ustroj (vozišče, hodnik za vzdrževanje) in naprave za odvodnjavanje.

### Svetli profil predora
Svetli profil predora je prostor, kjer se lahko gibajo vozila, povečan za zaščitno višino. Po naši Uredbi je to višina 4,70 m nad voziščem (pri tem je zaščitna višina 0,50 m). Pri omejenih razmerah je svetla višina izjemoma lahko 4,50 m.

### Varnostni elementi v predoru
V cestnih predorih je, za zagotavljanje varnosti uporabnikov, potrebno zgraditi naslednje:
- Odstavne niše
- Obračalne niše
- Niše za klic v sili
- Niše za gasilne aparate
- Poti umika in zasilen izhode
- Evakuacijske poti in prečnike

## Varnost v predorih
Zagotavljanje varnosti v predorih zahteva niz aktivnosti, ki so odvisne od razmerja med geometrijo predora in njegovim projektiranim konceptom in vključujejo: varnostno opremo (prometno signalizacijo), opremo za upravljanje s prometom, usposabljanje služb za reagiranje v primeru izrednih dogodkov, upravljanje z nesrečami, zagotavljanje informacij uporabnikom o najboljših možnih postopkih v predoru, kot tudi ustrezno komunikacijo odgovornih organov in služb za ukrepanje v primeru izrednih dogodkov (policija, gasilci in reševalne ekipe). Za zagotavljanje visoke varnosti v predorih je zelo pomembno primerno vzdrževanje predora in obnavljanje električne in strojne opreme, ki je vgrajena v predor in njen hiter razvoj zahteva tudi intenzivnejše obnavljanje.
V opremo predora, varnostnih naprav in sistem upravljanja sodijo:
- sistem dobave električne energije,
- razsvetljava,
- prezračevanje,
- varnostni objekti (niše, reševalni jaški, prehodi me predorskima cevema),
- sistem klica v sili,
- video nadzor,
- sistem avtomatske registracije izrednih dogodkov,
- radio,
- sistem obveščanja,
- oprema, naprave in sredstva za zaščito pred požarom,
- sistem upravljanja s prometom,
- sistem, odnosno mreža za pošiljanje podatkov,
- sistem upravljanja s predorom,

Vsak predor mora imeti tudi svoj varnostni načrt. Nenehno se morajo izvajati vaje za različne primere nezgod, da ostajajo reševalne ekipe in službe v primerni kondiciji. Evropska unija je, za izboljšanje varnosti predorov, sprejela Direktivo 2004/54/ES, ki je za države članice obvezna in jo je bilo treba vnesti v nacionalno zakonodajo do aprila 2006. 
Kljub temu se mora uporabnik zavedati nevarnosti v predoru in ravnati v skladu z navodili upravljavca, sporočili, ki so objavljeni bodisi s signalizacijo ali po radiu in prilagoditi vožnjo prometnim razmeram.

## Slovenski predori
Najdaljši slovenski cestni predor je predor Karavanke s 7864 metri oziroma 8019 metrov s portali (dolžina slovenskega dela predora je 3450 metrov), najdaljši dvocevni avtocestni predor pa trojanski z 2931 metri.
Najdaljši slovenski železniški predor je prav tako karavanški s 7976 metri na progi Beljak–Celovec–Jesenice, najdaljši povsem slovenski železniški predor pa je predor Lokev na drugem tiru proge Divača–Koper dolžine 6714 metrov, ki je ob izgradnji presegel 6327,3-metrski bohinjski predor.

## Najdaljši predori na svetu
- Delaware Aqueduct v New Yorku ZDA je najdaljši predor na svetu katerekoli vrste, dolg je 137 km, zvrtan v trdno skalo.
- Bazni predor Gotthard je najdaljši železniški predor na svetu, dolg je 57 km. Končan je bil leta 2017.
- Predor Seikan na Japonskem je najdaljši podmorski predor na svetu, dolg je 53,9 km, od tega pod morjem 23,3 km.
- Predor pod Rokavskim prelivom med Francijo in Veliko Britanijo pod Rokavskim prelivom je drugi najdaljši celotne dolžine 50 km, od tega 39 km pod morjem.
- Bazni predor Lötschberg odprt junija 2007 v Švici je bil najdaljši železniški predor skupne dolžine 34,5 km.
- Predor Laedal na Norveškem med Laerdalom in Aurlandom je najdaljši cestni predor na svetu namenjen osebnim avtomobilom, dolžine 24,5 km.
- Predor Džongnanšan na Kitajskem, odprt januarja 2007 je drugi najdaljši avtocestni predor na svetu in najdaljši v Aziji, dolžine 18 km.
- Leta 2015 so na Norveškem pri Stavangerju začeli graditi sistem podmorskih predorov Ryfast s predorom Solbakktunnelen, ki bo z dolžino 14 km najdaljši in najgloblji podmorski cestni predor na svetu.
- Najdaljši kanalski predor je Rove Tunnel pri Marseillu v Franciji dolžine 7,12 km.